# Списак бивших држава
Ово је списак бивших држава.

## Стари век
- Акадско краљевство
- Аксумско краљевство
- Асирско краљевство
- Царство Астека
- Бактрија
- Вавилонско царство
- Грчки полиси
  - Античка Атина
  - Античка Спарта
  - Античка Коринт
  - Античка Теба
- Дакија
- Стари Египат
- Етрурија
- Краљевство Израел
- Илирска краљевина
- Индо-партијско краљевство
- Царство Инка
- Јудејско краљевство
- Картагина
- Кушанско царство
- Лидија
- Македонско царство
- Краљевство Митани
- Нубија
- Персијско царство
  - Ахеменидско царство
  - Партијско царство
  - Сасанидско царство
- Антички Рим
  - Римско краљевство
  - Римска република
  - Римско царство
- Сумер
- Тлакскала
- Толтечко царство
- Урарту
- Халдејско краљевство
- Хеленистичке државе
  - Античка Македонија
  - Пергамска краљевина
  - Селеукидско краљевство
  - Птолемејско краљевство
  - Босфорско краљевство
  - Грчко-бактријско краљевство
  - Индо-грчко краљевство
- Краљевство Хетита

## Средњи век
- Византијско царство
- Хунски каганат
- Аварски каганат
- Великоморавска кнежевина
- Хазарија

## Модерно доба
- Србија и Црна Гора
- Држава Словенаца, Хрвата и Срба
- Југославија
  -  Краљевина Срба, Хрвата и Словенаца
  -  Краљевина Југославија
  -  Социјалистичка Федеративна Република Југославија
  -  Савезна Република Југославија
- Чехословачка
- Савез Совјетских Социјалистичких Република
- Хабзбуршка монархија
  -  Аустријско царство
  -  Аустроугарска
- Османско царство
- Дубровачка република
- Влашка
- Западна Немачка
- Источна Немачка
- Пруска
- Кримски канат
- Северни Јемен
- Јужни Јемен
- Сиким
- Јужни Вијетнам
- Бијафра
- Заир